# 어거스터스 필립스

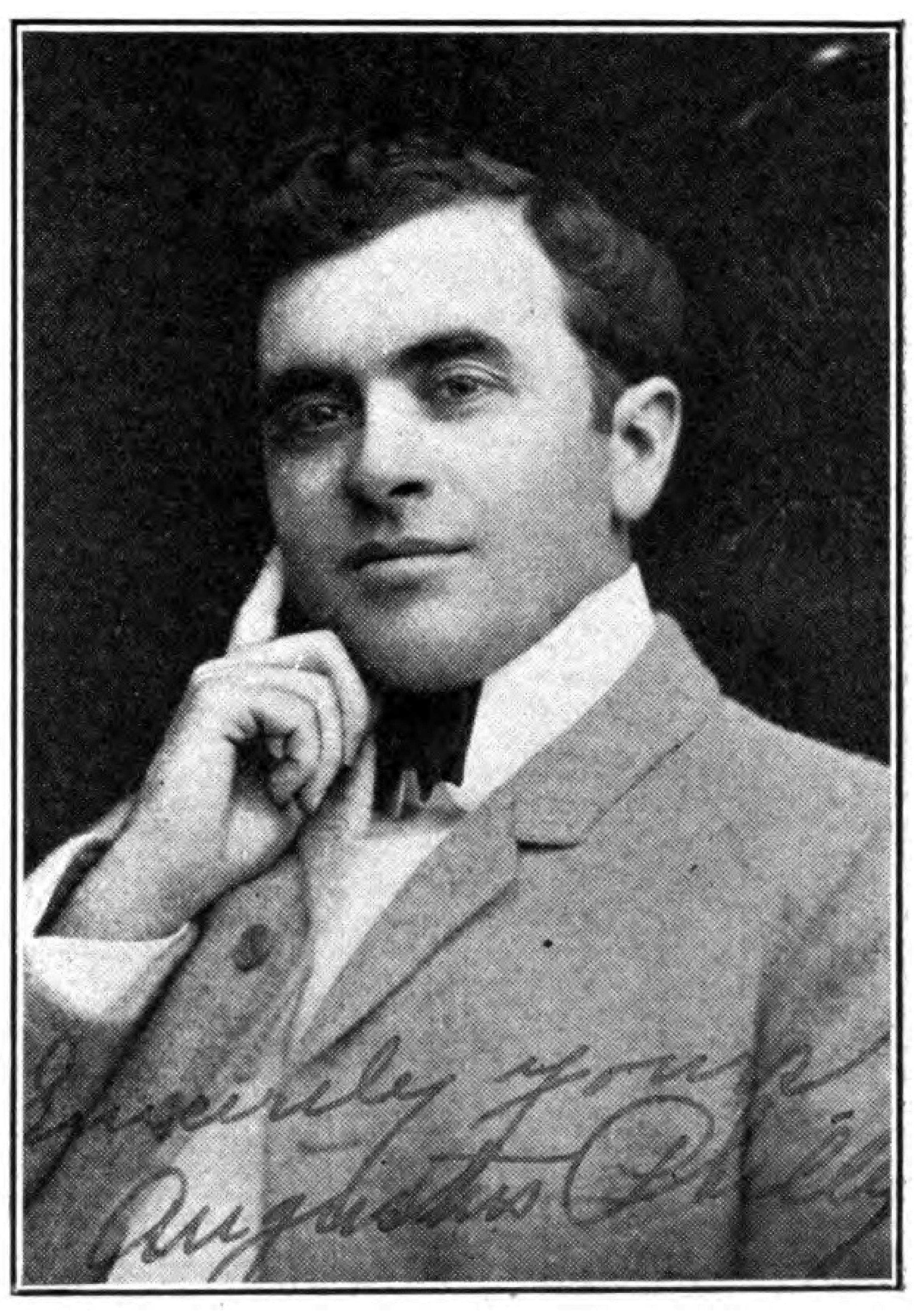

어거스터스 필립스(Augustus Phillips, 1874년 8월 1일 ~ 1944년 9월 29일)는 미국의 배우이다.
런던에서 사망하였다.

## 영화
- 프랑켄슈타인 (1910년)